# Kyrkbyn, Uppsala kommun
Kyrkbyn är kyrkbyn i Faringe socken i Uppsala kommun.
Här ligger Faringe kyrka.
Sju kilometer söder om Kyrkbyn ligger Faringe station.